# Magnolia hookeri
Espèce
Statut de conservation UICN

 DD  : Données insuffisantes
Magnolia hookeri est une espèce de plantes à fleurs de la famille des Magnoliaceae. C'est un arbre trouvé en Asie.

## Description
C'est un arbre.

## Répartition et habitat
On trouve l'espèce en Birmanie, au centre-sud de la Chine (Yunnan, Guizhou), en Inde (Assam, Arunachal Pradesh), dans l'est de l'Himalaya et au nord de la Thaïlande.